# Vlaanderen de Leeuw (kreet)
De kreet "Vlaendren ende Leeu", ook wel "Vlaenderen die Leu" of in modern Nederlands "Vlaanderen de leeuw", is een strijdkreet waarvan wordt beweerd dat ze op het slagveld van de Guldensporenslag is aangeheven. Hier is echter weinig of geen wetenschappelijke evidentie voor.
In de Guldensporenslag vochten de verzamelde stedelingen voor het eerst niet voor hun graaf of voor hun stad, dus was er behoefte aan een abstract symbool. De Fransen vochten onder hun strijdkreet, "Montjoie Saint-Denis". De opstandelingen streden aan de zijde van het Graafschap Vlaanderen, en het symbool van het graafschap was het wapen van haar grafelijk huis: de leeuw. De strijdkreet "Vlaanderen de Leeuw" kon met recht worden gebruikt omdat twee agnaten van de Vlaamse grafelijke familie, Willem van Gulik en Gwijde van Namen, de militaire leiding van de opstand tegen de Franse koning op zich hadden genomen.
Omdat de Vlaamse steden verschillende beschermheiligen kenden en kennen, lag een strijdkreet met de naam van een heilige, zoals "Met Sint-Lutgart voor Vlaanderen", niet voor de hand. De Korte Rijmkroniek van Vlaanderen uit 1431 vermeldt ook: 'roupende Vlaenderen Leu!'.